# The Last of Us (jeu vidéo)
Vous lisez un « bon article » labellisé en 2014.
Pour l’article homonyme, voir The Last of Us (homonymie).
The Last of Us (litt. « Les derniers d’entre nous ») est un jeu vidéo d’action-aventure en vue à la troisième personne, de type survival horror, développé par Naughty Dog et édité par Sony Computer Entertainment, sorti le 14 juin 2013 sur PlayStation 3. D'abord exclusivement développé sur cette dernière, le jeu connaît une version remastérisée et titrée The Last of Us: Remastered, regroupant tous les contenus téléchargeables, sortie le 29 juillet 2014 sur PlayStation 4.
Le titre se déroule dans un univers post-apocalyptique après une pandémie provoquée par un champignon, le Cordyceps, qui prend le contrôle de ses hôtes humains. Les deux personnages principaux se nomment Joel et Ellie et doivent survivre ensemble alors qu'ils traversent les États-Unis en ruines.
Les critiques de la presse sont en grande majorité très positives, qualifiant régulièrement The Last of Us de chef-d’œuvre. Le jeu a également reçu de nombreux prix de la part de la presse spécialisée avant sa sortie lors de l’E3 2012, notamment des prix « Best of E3 ». Le jour de sa sortie, 1,17 million d’exemplaires du jeu sont vendus, et au bout d’un mois, ce sont plus de 3,4 millions de copies qui sont vendues, ce qui en fait le titre PlayStation 3 vendu le plus rapidement en 2013 (dépassé ensuite par Grand Theft Auto V en septembre de la même année). Le 14 juin 2018, à l'occasion des cinq ans du jeu, Naughty Dog, société appartenant à Sony, annonce que The Last of Us s'est vendu à 17 millions d'exemplaires à travers le monde, toutes versions confondues. Cela en fait à son époque le jeu développé par un studio PlayStation le plus vendu, détrônant Gran Turismo 3 et ses 15 millions d'exemplaires vendus.
La suite intitulée The Last of Us Part II est sortie le 19 juin 2020 sur PlayStation 4. Un remake du jeu, intitulé The Last of Us Part I, est sorti le 2 septembre 2022 sur PlayStation 5 et le 28 mars 2023 sur Microsoft Windows. Enfin, une adaptation en série télévisée sur HBO est diffusée en 2023.

## Trame

### Univers

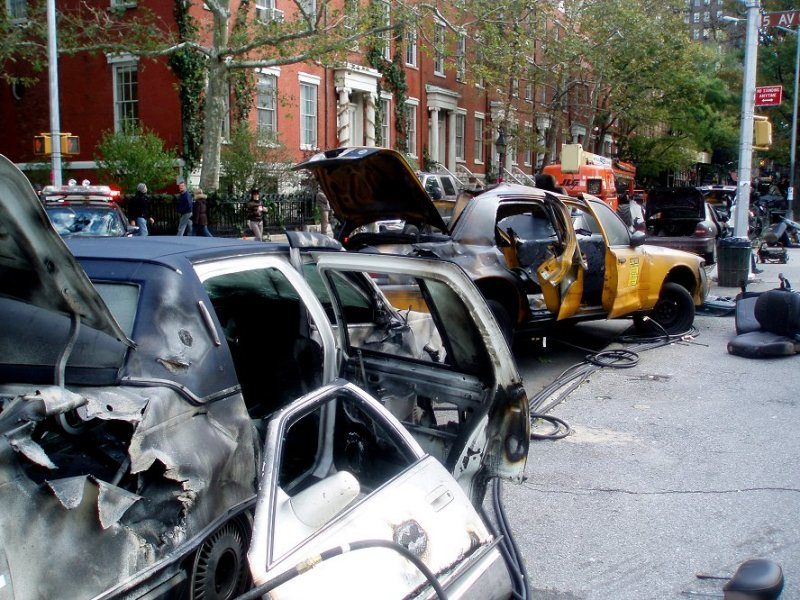
Décor post-apocalyptique, semblable à celui du jeu, utilisé pour le film Je suis une légende.

The Last of Us se passe dans un monde post-apocalyptique, après qu'une pandémie ayant échappé à tout contrôle a ravagé la civilisation humaine vingt ans plus tôt. Les deux personnages principaux, Joel et Ellie, doivent récupérer munitions et vivres pour avancer dans leur quête et triompher des infectés et des survivants hostiles qu'ils croisent,. Le comic The Last of Us: American Dreams apprend au lecteur que l’épidémie s’est déclenchée six ans avant la naissance d'Ellie.

### Personnages
Les deux personnages principaux, découverts lors de la première bande-annonce du jeu, mise en ligne le 10 décembre 2011 au moment des Spike Video Game Awards, sont Joel, un homme d'une cinquantaine d'années, et Ellie, une adolescente de 14 ans. Joel (Troy Baker) a connu le monde avant qu’il ne soit contaminé, alors qu’il avait environ 30 ans. Une fois la quarantaine mise en place, il se lance dans la contrebande.
Ellie (Ashley Johnson) est une adolescente de 14 ans, orpheline, qui n’a jamais connu le monde tel qu’il était avant la contamination. Elle s'est endurcie et a appris à se servir de différentes armes : couteau, arc, pistolet, etc. Malgré sa forte ressemblance avec l’acteur canadien Elliot Page, celui-ci n’a pas servi de modèle pour la réalisation de ce personnage.
D’autres personnages secondaires apparaissent au fil du jeu :
- Bill (W. Earl Brown[16]), un survivant solitaire et excentrique ;

- David (Nolan North) et James (Reuben Langdon (en)), deux survivants membres d'un groupe pratiquant le cannibalisme ;
- Henry (Brandon Scott (en)[17]), un autre survivant, et son petit frère Sam (Nadji Jeter[17]);
- Marlene (Merle Dandridge[16]), la cheffe des Lucioles ;
- Robert (Robin Atkin Downes), un trafiquant ;
- Sarah (Hana Hayes[18]), la fille de Joel ;
- Tess (Annie Wersching[16]), la partenaire de Joel ;
- Tommy (Jeffrey Pierce[19]), le petit frère de Joel, et sa femme Maria (Ashley Scott).
- Riley Abel (Yaani King Mondschein[20]), la meilleure amie d'Ellie, plus âgée qu'elle d'un an. Elle est brièvement mentionnée dans le jeu principal, mais prend une place plus importante dans le DLC The Last of Us: Left Behind[21],[22].

Emblème des Lucioles.

Les Lucioles (Fireflies en version originale) sont un groupe de miliciens qui s’opposent au régime militaire imposé par ce qui subsiste des forces armées américaines. Le groupe est dirigé par Marlene.
Les infectés sont des humains vivants ayant été infectés par contact avec le sang (le plus souvent via une morsure) ou en respirant des spores en suspension dans l’air. Ils ne sont pas des zombies à proprement parler, car ils n’ont pas « ressuscité » après être morts. On en compte quatre types différents : les Coureurs (Runners), Rôdeurs (Stalkers), Claqueurs (Clickers) et Colosses (Bloaters).

### Histoire

#### Vingt ans auparavant
Le 26 septembre 2013,, Joel a environ 30 ans et vit avec sa fille Sarah à Austin, au Texas. Le jour de son anniversaire, une mystérieuse infection au champignon Cordyceps est en train de dégénérer. Les journaux du jour annoncent en effet une augmentation des admissions dans les hôpitaux de 300 %.
Alors que des voisins commencent à se changer en infectés, Joel décide de s’enfuir avec sa fille et son frère Tommy. Ils se font cependant rattraper par l’armée, qui tente d’abattre toute personne suspectée d’être porteuse du champignon. Sarah est touchée par une balle et meurt dans les bras de son père. L’épidémie vire à la pandémie et dévaste l’humanité. Les survivants sont regroupés dans des camps militaires baptisés « zones de quarantaine », placés sous loi martiale.

#### Trois semaines auparavant
Riley vient rendre visite à son amie Ellie après une absence de quarante-cinq jours. Elle lui explique qu’elle s’est fait recruter chez les Lucioles par Marlene et lui montre son pendentif portant l’inscription « Riley Abel 000129 », qui prouve son appartenance au groupe. Pressée de repartir avec les Lucioles, Riley souhaite montrer quelque chose à Ellie. Elles vont donc dans un centre commercial abandonné où elles s'amusent ensemble. Après quelques bêtises dans un magasin d’horreur, elles font un concours de briser de vitres à l'aide de briques, rétablissent le courant électrique dans le bâtiment, et profitent du carrousel en se racontant quelques blagues et des stands du centre commercial désert.
Des infectés les attaquent néanmoins lorsque Riley augmente trop le volume de la chaîne hi-fi dont elles se servent. Tentant de leur échapper par un échafaudage, Ellie perd l’équilibre et se fait attraper. Riley la sauve, mais, après qu'elles ont éliminé tous les infectés, elle apprend à Ellie qu'elle a été mordue à la main gauche, tandis qu'Ellie constate pour sa part avoir été mordue à l’avant-bras droit.

#### Période actuelle

Carte de la traversée des États-Unis.

À l'été 2033, les villes sont désormais abandonnées et la nature a repris ses droits. Infectés et bandits rôdent et les rares zones sécurisées sont sous le contrôle de l’armée ou des Lucioles. Joel est désormais âgé d’environ 50 ans et vit dans une zone militaire de la ville de Boston. Il fait du trafic d’armes et de tickets de nourriture sur le marché noir en compagnie de Tess, sa coéquipière. Leur dernière transaction avec un dénommé Robert s'étant mal déroulée, ils le poursuivent jusqu’au repaire de sa bande, mais découvrent qu’il a revendu les armes aux Lucioles. Ils tuent ensuite Robert et sont surpris par Marlene, chef des Lucioles, qui leur propose de leur rendre leur marchandise en échange d'un service. Elle leur demande de livrer un colis à un autre groupe de Lucioles au Massachusetts State House, dans la partie non-sécurisée de Boston. Le colis en question n’est autre qu’Ellie, une orpheline de 14 ans. Le duo accepte à contre-cœur l'offre de la cheffe rebelle.
Après avoir traversé divers passages en surface et en souterrain, ils sont arrêtés dans leur fuite par des militaires, qui procèdent alors à un contrôle d'infectiosité. Lorsque le soldat scanne Ellie, elle se retourne et l'attaque sauvagement. Joel et Tess découvrent alors que l'adolescente réagit positivement au test d'infection. Le test établit qu'elle est contaminée depuis trois semaines, alors que l’infection se propage normalement au sein d'un hôte en un laps de temps maximum de deux jours. Ellie est donc une porteuse saine, immunisée aux spores.
Malgré ce développement inattendu, les trois protagonistes reprennent leur route, échappant aux patrouilles et aux infectés. Ils évoluent parmi les immeubles en ruine du centre-ville et traversent un musée, puis arrivent à l’intérieur du Capitole où ils trouvent les cadavres des Lucioles auxquelles ils devaient remettre Ellie. Désemparés, ils se rendent compte que l’armée les a suivis et, au même moment, Tess leur avoue qu’elle s’est fait mordre par un infecté. Elle supplie Joel d'emmener Ellie chez son frère Tommy (ancien militant des Lucioles) et décide de se sacrifier pour leur faire gagner du temps. Elle est abattue quelques secondes plus tard.
Suivant les conseils de Tess, Joel se résout à rendre visite à son petit frère pour se rapprocher des Lucioles. Ayant besoin d’une voiture, il part à la rencontre de son ancien ami Bill qui réside à Lincoln car celui-ci lui doit une faveur. Après quelques mésaventures dans la ville de Bill, ce dernier finit donc par leur trouver un véhicule, mais après quelques heures de route sur l’interstate 76, ils sont bloqués par de nombreuses voitures en ruine et sont donc contraints de dévier par Pittsburgh. Malheureusement, ils tombent dans une embuscade de bandits qui ont pris le contrôle de la ville. Ils doivent fuir et, en chemin, rencontrent deux autres survivants, Henry accompagné de son petit frère Sam. Ces derniers ont pour projet de rejoindre une antenne tour de contrôle en dehors de la ville, là où un groupe de plusieurs survivants doit les rejoindre. Les quatre protagonistes s'échappent donc par un réseau d'égouts qui abritait autrefois un autre groupe de survivants désormais infectés. Ils arrivent en banlieue, poursuivis par les bandits de Pittsburgh et par une horde d'infectés. Une fois arrivés à bon port, on découvre que Sam s'est fait mordre durant le voyage et que sa transformation est imminente. En effet, le lendemain matin, ce dernier se jette sur Ellie, Henry est alors obligé de l’abattre, et, à la suite de son geste, retourne son arme contre lui-même et se suicide.
Automne. Le duo arrive dans le comté de Jackson dans le Wyoming dans le but de retrouver Tommy. Celui-ci s’est installé dans une centrale hydroélectrique à proximité de la rivière Snake pour être autonome en électricité. Joel découvre qu’il s’est marié à une certaine Maria et que leur centrale contient une vingtaine de familles de survivants. Durant le passage des deux personnages, Joel fait comprendre à Tommy qu'il doit finir le boulot et livrer Ellie aux Lucioles. Cependant, la jeune fille finit par comprendre ce qui se trame et prend la fuite à cheval. Finalement, Joel et Tommy la récupèrent grâce aux traces laissées par le cheval et, après un échange poignant, Joel prend la décision de continuer l’expédition à ses côtés. Tommy leur indique le repaire des Lucioles dans l’université d’Eastern Colorado, dans le bâtiment des Sciences. Arrivés au dernier étage du laboratoire, seul le cadavre d’un scientifique des Lucioles est présent. Ce dernier a laissé un message pré-enregistré avant son suicide qui indique que les miliciens ont déménagé à l’hôpital de Salt Lake City. En sortant du laboratoire, des malfrats débarquent pour chercher de la nourriture, attaquent les protagonistes et l’un d’eux réussit à faire tomber Joel du premier étage, où il s’empale violemment sur une armature saillante. Ellie aide alors son passeur à sortir du laboratoire et le pose sur le cheval. Mais en chemin, il s’évanouit subitement et tombe à terre.
Hiver. Ellie semble désormais seule, livrée à elle-même. Lors d’une chasse, elle repère un cerf qui la mène jusqu’à un campement. Elle y rencontre un homme d'une quarantaine d'années, David. En échange du cerf, elle parvient à obtenir de lui des antibiotiques. David explique à Ellie qu’il est à la recherche d’une jeune fille et d’un homme qui ont tué des membres de son groupe. Comprenant qu’il fait allusion à elle et Joel, Ellie prend peur mais le voyou la laisse partir, prétextant ne pas lui vouloir de mal. Elle retrouve Joel dans la cave d’une maison de banlieue où elle l’avait laissé mais voit que les hommes de David l’ont suivie, déterminés à éliminer ces deux survivants, malgré l'injonction expresse de David d'épargner la fille pour laquelle il semble avoir un intérêt particulier. Après lui avoir injecté une dose de pénicilline, elle laisse Joel sur place et s’enfuit à cheval à travers la ville. Celui-ci se fait tuer et Ellie finit par se faire kidnapper par David. Joel réussit finalement à se réveiller et part à la recherche d’Ellie. De l'autre côté du Village, David montre enfin son vrai visage : il est en fait le chef d’une bande qui fait du trafic de viande humaine. Mais il insiste toujours pour faire d'Ellie sa « protégée ». La jeune fille parvient à s’enfuir et finit, au terme d’une poursuite haletante à travers le village, par tuer son ravisseur à coups de machette dans un restaurant enflammé. Elle est rejointe finalement par Joel au moment de sa furie meurtrière.
28 avril 2034. Le duo arrive à Salt Lake City par l’interstate 15. Ils y sont notamment médusés à la vue d'un troupeau de girafes se baladant librement en ville. Ils traversent ensuite un tunnel menant à l’hôpital Sainte-Marie, où résident les Lucioles. Ellie ne sachant pas nager et le tunnel étant inondé, cette dernière se noie. Joel tente alors de lui pratiquer un massage cardiaque lorsque des Lucioles l’accostent. Ce dernier les ignore, mais un des soldats le frappe avec son fusil et il s’évanouit sur le coup. Une fois réveillé, Joel se retrouve dans une salle de l’hôpital, et apprend par le biais de Marlene qu’Ellie est sur le point d’être opérée, afin de fabriquer le vaccin contre l’infection. Cependant, l’opération consiste à déloger le champignon mutant qui se trouve dans le cerveau de la fille, ce qui entraînera sa mort. Joel décide alors de sauver la vie d'Ellie, même si cela empêche la création du vaccin. Après avoir contourné et tué toute la sécurité de l’hôpital, il fuit avec Ellie dans ses bras, toujours anesthésiée. Il élimine Marlene qui l’attendait au parking du bâtiment, persuadé qu'elle chercherait à la retrouver. Après quelques kilomètres de route, une discussion est entamée par Ellie pour savoir ce qui s'est passé durant son séjour à l'hôpital. Joël lui explique et ment à Ellie en lui disant que les Lucioles ont trouvé d'autres personnes immunisées mais avaient renoncé à chercher un remède, ce qui permet d'épargner la jeune fille. Les deux héros retournent dans le Wyoming pour s’installer chez Tommy. Ellie semble douter du récit de Joel, et lui demande de jurer que tout ce qu'il lui avait dit sur les Lucioles était vrai. Celui-ci, partagé entre le remords et l’amour qu’il porte à Ellie, lui jure que ce qu’il dit est vrai et elle l'accepte.

## Système de jeu

### Généralités
The Last of Us est un jeu de tir à la troisième personne avec cinq niveaux de difficultés proposés qui sont « facile », « normal », « difficile », « survivant » et « réaliste ». L’histoire du jeu se déroule sur environ une année calendaire de la mi-2033 à la mi-2034. Les passages où le duo fait les plus grandes traversées des États-Unis ne sont pas visibles et sont entrecoupés dans des cinématiques en passant d’une saison à l’autre.
Le joueur prend le contrôle en solo de Joel, tandis qu’Ellie et les autres personnages sont contrôlés par l’intelligence artificielle. À certains moments dans le jeu, le joueur doit changer de personnage en prenant le contrôle de Sarah ou d’Ellie. Le jeu comporte des fusillades, du combat de mêlée et un système de couverture sans emplacements prédéfinis (seulement en étant accroupi près d’objets) et une navigation normale. Le joueur doit se battre contre les infectés, des humains contaminés, et les survivants, des humains non infectés mais qui sont hostiles envers Joel et Ellie.

### Gestion de l’intelligence artificielle
Le moteur de jeu utilisé est un moteur propre au studio de développement qui a subi des améliorations depuis la sortie de la première bande-annonce. Une caractéristique dans le système de jeu appelée « Dynamic stealth » (furtivité dynamique) apparaît, ce qui signifie qu’il y a différents types de stratégies et de techniques que le joueur peut utiliser à n’importe quel moment donné dès qu’il approche d’une nouvelle situation, face à laquelle les ennemis réagiront différemment. Un système appelé « Balance of power » (balance de puissance) permet aux ennemis de réagir de manière réelle dans n’importe quelle situation de combat s’ils aperçoivent le joueur : ils sont capables d'appeler de l’aide s’ils en ont besoin, et même de prendre l’avantage sur des joueurs en faiblesse, comme lorsque Joel utilise son arme à feu pour tirer mais se retrouve à court de munitions, ou lorsqu’il est attaqué par d’autres ennemis.

### Gestion de l’équipement

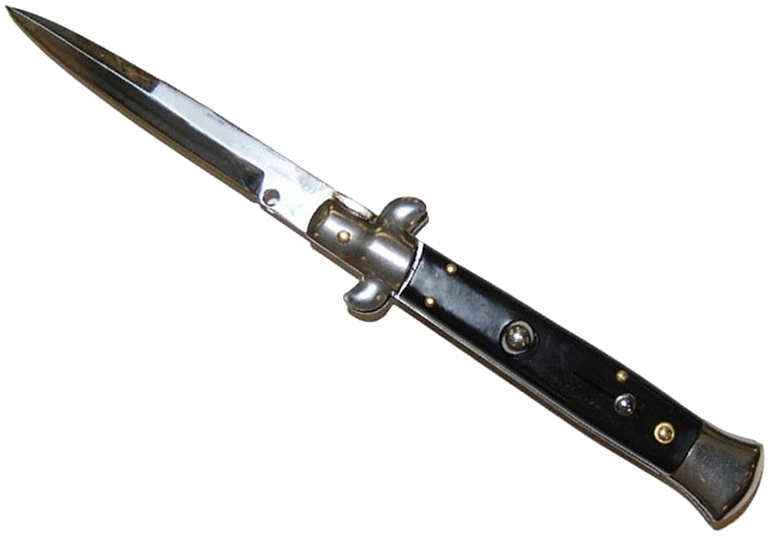
Un couteau similaire à celui utilisé par Ellie.

Tout au long de leur voyage, Joel et Ellie utilisent de nombreuses armes pour vaincre leurs ennemis. Il s’agit d’armes à feu à canon long — fusil de chasse, fusil à pompe, lance-flammes et fusil d’assaut — ou d’armes de poing — pistolet, revolver, revolver doté d'une lunette de précision (appelé « El Diablo »), fusil de chasse à canon scié (appelé « Shorty ») — mais également d'armes blanches telles qu’un couteau ou un surin et un arc. De nombreuses armes de mêlée dégradables peuvent être obtenues à partir de l’environnement comme des tuyaux métalliques, des planches, des battes de baseball, des machettes, des haches, etc. Des objets comme des bouteilles vides et des briques peuvent être ramassées et jetées pour distraire ou assommer des ennemis, ainsi qu’être utilisées comme armes de corps à corps simples.
Le jeu propose un système de confection. En allant dans le sac à dos, le joueur peut utiliser les notices introduites tout au long du jeu pour confectionner des objets utiles comme un surin, un kit médical, un cocktail Molotov, une bombe ou un fumigène le tout à partir de matières premières glanées au fur et à mesure comme des lames, des liens, des chiffons, de l’alcool, des explosifs ou du sucre. Pour forcer le joueur à prendre des décisions difficiles sur la base de leur situation actuelle, tous les éléments créés exigent certains des mêmes consommables qui peuvent être utilisés pour un autre élément produit. Par exemple, les cocktails Molotov et les kits médicaux nécessitent tous deux de l’alcool et des chiffons. Un autre aspect du système de fabrication est qu’il se passe en temps réel, ce qui signifie que le jeu ne s’arrête pas pendant la fabrication, obligeant le joueur à choisir le moment adéquat, sous peine d'être pris au dépourvu par l'ennemi.
Le joueur est en mesure de recueillir des boîtes à outils et des pièces mécaniques, sous la forme d’engrenages, permettant d'améliorer ses armes grâce à un ensemble de plans de travail prévus tout au long de la partie. Ainsi, il est possible d'améliorer les armes à feu en réduisant le recul ou en augmentant la cadence de tir, la portée ou la capacité du chargeur. Des holsters supplémentaires peuvent également être confectionnés. Tout au long du jeu, on peut recueillir des manuels de formation permettant d'accroître l’efficacité des objets fabriqués. Par exemple, la durabilité des surins conçus peut être augmentée, tout comme le rayon d’explosion des cocktails Molotov. Les capacités physiques de Joel peuvent également être accrues. Le joueur peut améliorer sa jauge de vie ou augmenter sa vitesse de fabrication en recueillant des pilules et des plantes médicinales tout au long du jeu.
Parallèlement à ceci, il existe une multitude d’objets de collection qui peuvent être récupérés à partir de l’environnement et stockés dans le sac à dos. Des objets tels que des notes, des affiches ou des cartes peuvent être recueillis pour fournir au joueur des connaissances supplémentaires sur leur environnement actuel et ses anciens ou actuels habitants. Des pendentifs des Lucioles, portant les noms de leurs anciens propriétaires et une série de bandes dessinées intitulées Savage Starlight peuvent ainsi être trouvés.

### Interaction avec l’environnement
Le jeu propose des périodes sans combats, où le joueur peut explorer l’environnement et s’engager dans des actions orientées. Ces sections comportent souvent une conversation entre les personnages, que ce soit automatique ou en option via l’invite, où ils discutent de leur situation actuelle, du milieu environnant, font des blagues, et ainsi de suite,. Le joueur doit résoudre de simples dilemmes de plates-formes que les personnages rencontrent en traversant les niveaux. Cela implique de travailler l’un avec l’autre, utilisant des palettes pour qu’Ellie (qui ne peut pas nager) traverse des plans d’eau, ou encore de trouver des échelles ou des bennes pour atteindre des zones plus élevées.

### Mode multijoueur
The Last of Us comprend un mode multijoueur en ligne séparé appelé « Factions » (Factions). Dès le début, le joueur est autorisé à choisir une faction, soit les « Chasseurs » (Hunters) soit les « Lucioles » (Fireflies), pour devenir l’un d’entre eux. Le joueur dispose de douze semaines pour tenir en gardant leur clan en vie grâce à la collecte de fournitures pendant les matchs, avec chaque match comptant comme une journée. En survivant à la fin des douze semaines, le joueur a terminé un voyage et est autorisé à choisir à nouveau sa faction. L’objectif du jeu multijoueur dans The Last of Us est la croissance et la survie du clan. Le balayage des fournitures est le moyen d’atteindre ces objectifs. Les fournitures sont acquises en fonction du comportement du joueur pendant le match. Tuer un ennemi, aider à une mise à mort, la relance des alliés et la fabrication des objets, tout est bon pour gagner les parties d’un joueur. À la fin du match, ces pièces sont converties en fournitures. Les ennemis laissent tomber des fournitures quand ils meurent, qui peuvent alors être pillées. Alors que le joueur peut remplir son clan avec des personnages non-joueur aléatoires, il peut également le remplir avec les noms de ses amis via Facebook. Ceci personnalise le clan du joueur et ne publie pas sur leurs murs Facebook. Pour favoriser l’immersion du joueur, il y a des événements spéciaux qui permettent au joueur de sauver ses personnages avec le nom de ses amis. Le lien avec Facebook donne aussi au joueur l’accès à trois boosters. Le mode dispose d’un système de fabrication identique à celui du mode solo, où les consommables peuvent être trouvés dans certaines zones d’approvisionnement à travers des cartes.
Les factions permettent également au joueur de personnaliser les emplacements en fonction du style de jeu du joueur. Il y a quatre emplacements personnalisables. Chaque emplacement dispose de deux emplacements d’armes, quatre emplacements de compétences de survie et un emplacement pour l’équipement achetable. Lorsque le joueur crée un clan, il commence avec huit points d’emplacement à distribuer comme il le souhaite. Comme l’espace de stockage de fournitures du clan du joueur grandit, le joueur peut éventuellement gagner jusqu’à treize points de stockage. Le montant de points de stockage que le joueur obtient est directement lié à de nombreuses fournitures qu’il gagne tout au long de la vie du clan.
Le contenu dispose de deux modes de jeu de huit joueurs maximum : « Raid sur les provisions » (Supply Raid) et « Survivants » (Survivors). Les deux offrent des défis uniques pour la survie du clan et comptent vers la progression du clan. « Raid sur les provisions » est un standard du match à mort, où l’équipe qui est à court de respawn perd en premier. « Survivants » est un mode sans respawn où les équipes gagnent le match en tuant l’équipe ennemie entière ou en mettant fin au match avec plus de joueurs, et gagner le match en remportant quatre tours. Les ingrédients de fabrication et les éléments exploitables ne se reportent pas entre les matchs. Un troisième mode de jeu appelé « Interrogatoire » (Interrogation) est mis en place après avoir installé le patch 1.03. Les équipes doivent interroger cinq ennemis en les abattant. Pour gagner, il faut avoir les cinq interrogatoires qui mènent à la position de la boite de l’équipe ennemi pour en dérober son contenu ou avoir le plus grand nombre d’interrogatoires. Les personnages multijoueurs sont personnalisables dont leurs chapeaux, casques, masques et emblèmes peuvent être personnalisés.

## Développement

### Jeu principal

#### Projet

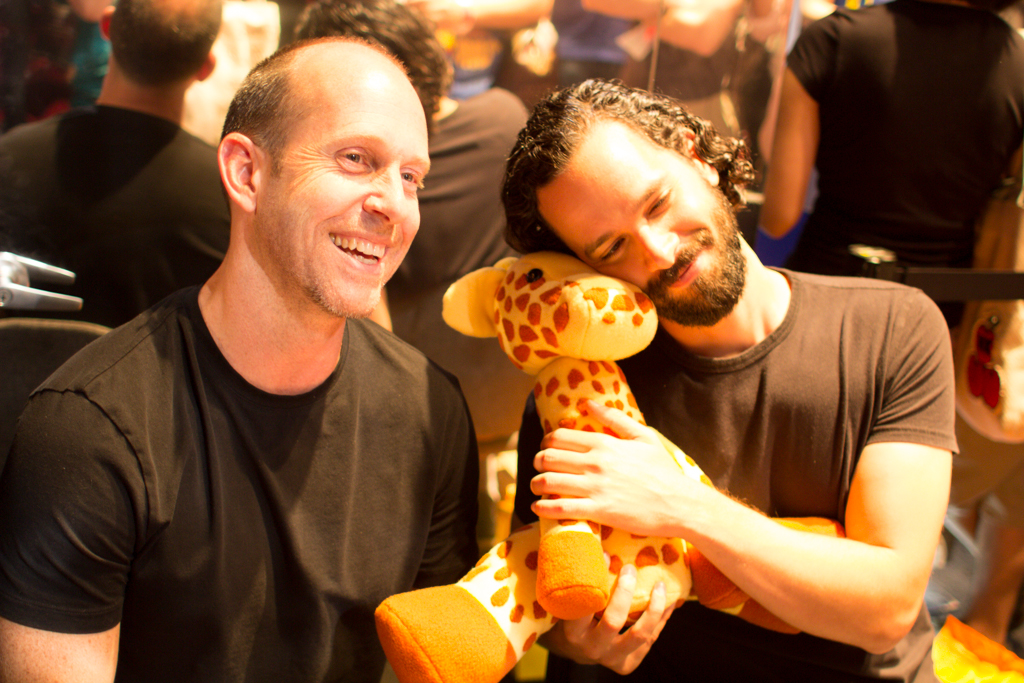
Bruce Straley (gauche) et Neil Druckmann (droite).

L’idée de The Last of Us est née après que Neil Druckmann et Bruce Straley ont regardé une partie de l’épisode 8 Jungles de la série télévisée documentaire britannique Planète Terre diffusée sur la chaîne BBC en 2006, qui montrait une fourmi infectée par le champignon Cordyceps, un dangereux champignon parasitaire qui tue habituellement les insectes tels que les fourmis. L’infection se passe dans le cerveau et produit une excroissance fongique sur la tête. L’idée que le champignon puisse infecter les humains est devenue l’idée de base pour le jeu. Les principales inspirations artistiques incluent les romans City of Thieves (en), Je suis une légende, Non, ce pays n’est pas pour le vieil homme, La Route et la série de comics The Walking Dead. GamesRadar+ indique que les inspirations cinématographiques sont les films Je suis une légende, La Route, 28 jours plus tard, Les Fils de l’homme et La Révolte des Triffides ainsi que la série télévisée The Walking Dead.

#### Annonces et promotions

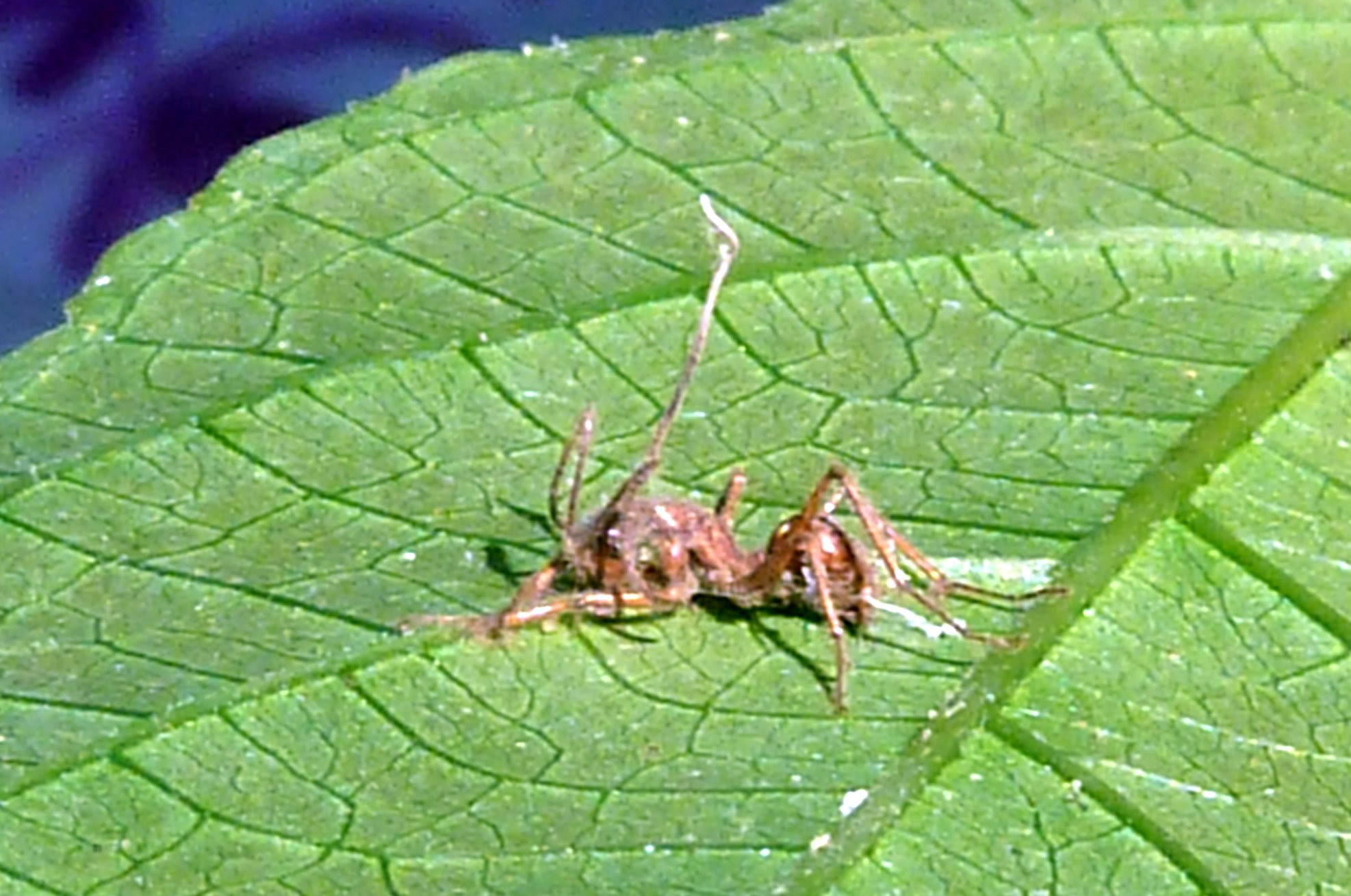
Une fourmi infectée par le Cordyceps.

Le jeu a été évoqué en premier lieu le 29 novembre 2011 par un panneau publicitaire dans Times Square mentionnant « Une exclusivité PS3 à laquelle vous ne pourrez croire »,.
Les premières bandes-annonces montrent une fourmi infectée par le champignon Cordyceps ainsi qu’un événement post-apocalyptique avec émeutes, épidémie, quarantaine et violence.
Le 9 décembre 2011, les joueurs de Uncharted 3 : L’Illusion de Drake ont reporté une référence interne au jeu par rapport à la bande-annonce susmentionnée avec le titre du journal « Les scientifiques ont encore du mal à comprendre le champignon mortel »,.
Lors des Spike Video Game Awards, Sony a officiellement dévoilé le jeu, une nouvelle marque avec propriété intellectuelle de Naughty Dog, créé par une équipe de développement de Naughty Dog de 80 personnes. Une bande-annonce du jeu, dont les images sont capturées directement depuis une PlayStation 3, montre un homme et une adolescente se défendre contre un autre survivant et ce qui semble être une personne avec une excroissance fongique avant de s’enfuir dans une ville délabrée dont la nature a repris le dessus, rappelant le décor du film Je suis une légende,.
Rapidement après l’annonce, Evan Wells, coprésident de Naughty Dog, poste un article sur le blog de PlayStation.
« The Last of Us est une expérience d’un genre défini qui allie la survie et les éléments d’action pour raconter un conte d’un personnage mené autour d’une peste qui décime l’humanité moderne. La nature empiète sur la civilisation, forçant les survivants restants à tuer pour de la nourriture, des armes et tout ce qu’ils peuvent trouver. Joel, un survivant impitoyable, et Ellie, une jeune adolescente courageuse qui est sage au-delà de son âge, doivent travailler ensemble pour survivre à leur voyage à travers ce qui reste des États-Unis. »
— Evan Wells, Blog de PlayStation,
L’annonce a confirmé que le nouveau projet est dirigé par le réalisateur du studio de jeu Bruce Straley. Mark Richard Davies, l’ancien concepteur en chef sur Enslaved: Odyssey to the West, a travaillé chez Naughty Dog sur le jeu. Après Uncharted 2: Among Thieves terminé en 2009, une partie de l’équipe de développement du jeu a formé l’équipe de The Last of Us, tandis que le reste a travaillé sur Uncharted 3: L’Illusion de Drake. The Last of Us marque ainsi la première fois que Naughty Dog est devenu un studio à deux équipes travaillant sur deux propriétés intellectuelles différentes.

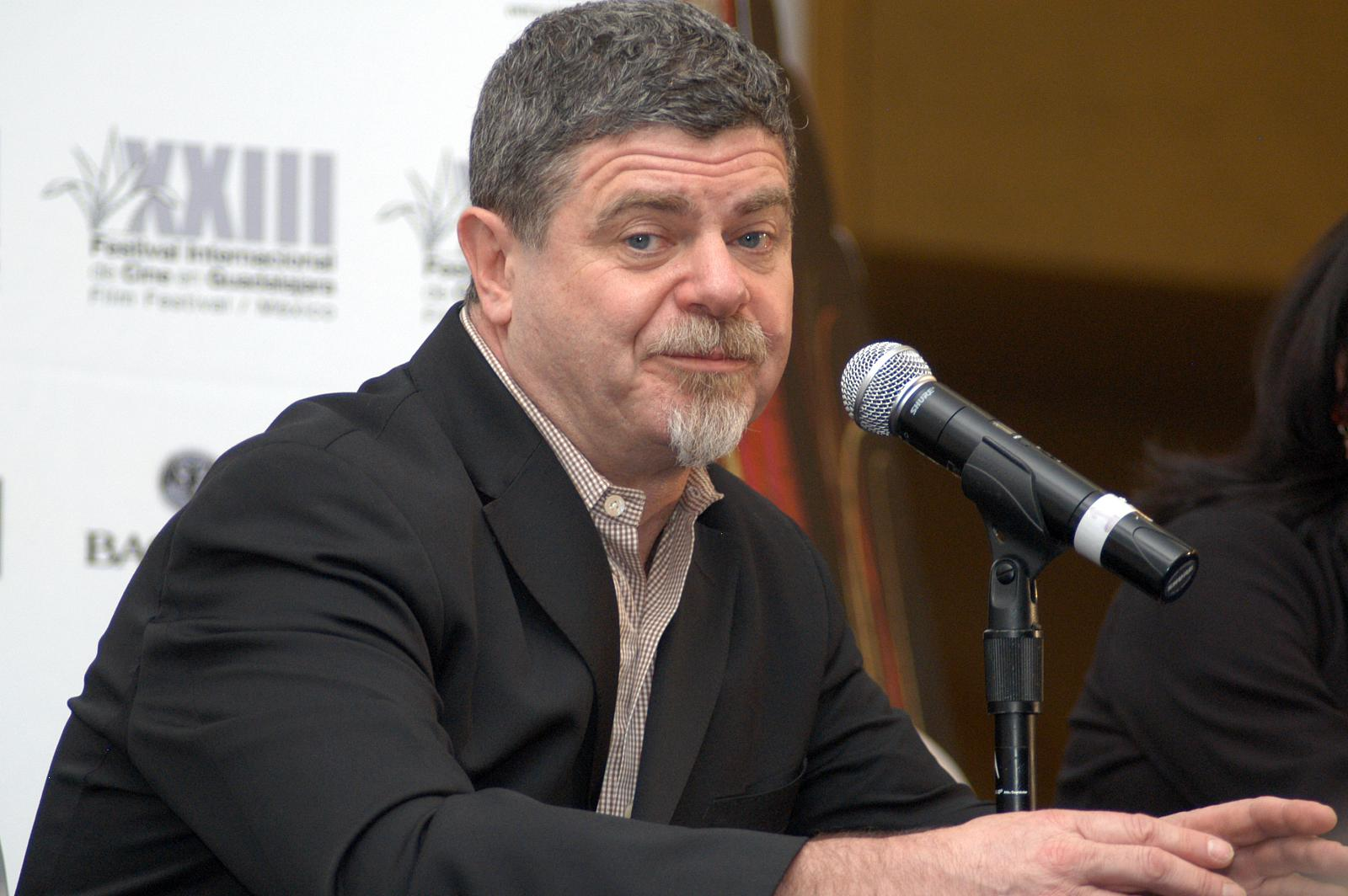
Gustavo Santaolalla.

Tandis que l’épidémie du champignon est le décor principal du jeu, Neil Druckmann qualifie le jeu comme étant une « histoire d’amour dans la relation père-fille » et non comme une simple « histoire d’amour romantique » ou comme un « jeu d’horreur ». Contrairement à la plupart des jeux vidéo dont l’action se passe dans un monde post-apocalyptique, Naughty Dog a essayé de faire en sorte que le joueur ressente l’émotion des personnages et que chaque décision que le joueur prend peut influencer sur la relation entre les protagonistes. C’est pourquoi Naughty Dog a révélé avoir confié la réalisation de la bande son au compositeur argentin Gustavo Santaolalla, déjà récompensé deux années consécutives de l’oscar de la meilleure musique de film pour Le Secret de Brokeback Mountain en 2006 et Babel en 2007,. Le thème principal est joué au charango. Neil Druckmann affirme qu’il essaye de faire ressortir à travers la musique l’émotion qu’il y a dans la relation entre Joel et Ellie et non l’horreur qu’il y a dans les monstres. Il explique avoir choisi cette approche, car aucun autre jeu ne se rapprochait de la condition humaine face à un événement apocalyptique. Cependant, à la sortie de la première bande-annonce du jeu Dead Island, l’équipe de développement sentait que les deux jeux seraient largement similaires mais à la sortie du jeu en question, l’équipe a réalisé que le gameplay ne correspondait pas à la bande-annonce.
Lors de la 18e cérémonie de l’E3, une démo jouable du gameplay est présentée. À la suite de cette conférence, le jeu reçoit de nombreuses récompenses de différents magazines ou médias numériques.
Naughty Dog confirme qu’en plus du mode solo, le jeu propose un mode multijoueur accompagné de bonus pour personnaliser son personnage ou ses techniques de combat. Les cinématiques, scènes dans lesquelles le joueur ne contrôle pas le protagoniste, ont été réalisées en capture de mouvement avec des acteurs qui ont tourné en studio,.
Les Spike Video Game Awards de 2012 annoncent officiellement que le jeu sortira le 7 mai 2013. Cependant, Sony et Neil Druckmann de Naughty Dog reporte la date de sortie mondiale au 14 juin 2013 et au 20 juin pour le Japon pour laisser le temps aux développeurs de fignoler le jeu final. Une démo du jeu a été activée le 31 mai pour les joueurs qui possèdent God of War: Ascension.
Christophe Balestra, coprésident de Naughty Dog, a confirmé le 16 mai 2013 la fin du développement du jeu en postant une image sur son compte Instagram,.
Lors de la 19e cérémonie de l’E3, la conférence de Sony présente le jeu en premier en diffusant une nouvelle bande-annonce.

#### Lancement
Le jeu sort le 14 juin 2013 dans le monde puis le 20 juin uniquement au Japon. Seul l’Indonésie a interdit la sortie du jeu sur son territoire jusqu’au 15 août à cause de sa violence. En plus de l’édition de base, il existe plusieurs éditions collectors : en Europe sortent les éditions « Ellie » et « Joel » et en Amérique sortent les éditions « Survival » et « Post-Pandemic », chacune accompagnée de produits dérivés différents.
Le jour de la sortie du jeu, un bug est découvert dans la sauvegarde automatique qui ne fonctionne pas contrairement à la sauvegarde manuelle. Le joueur ne peut ainsi pas enregistrer sa progression. Le problème est réparé le jour même grâce à un patch téléchargeable.

### Left Behindet contenus additionnels
En septembre 2013, Bruce Straley et Neil Druckmann déclarent sur Twitter des informations supplémentaires sur la sortie du premier DLC censé se passer le jour de l’épidémie. Celui-ci sort le 15 octobre 2013 sous le titre Abandoned Territories Map Pack et inclut quatre nouvelles cartes pour le mode multijoueur,. Neil Druckmann présente également une fin alternative au jeu,.
Au lancement de la PlayStation 4 le 14 novembre 2013, le DLC titré The Last of Us: Left Behind est annoncé. Le contenu est une préquelle à l’histoire principale et présente Ellie et son amie Riley. Le scénario est une histoire non linéaire qui navigue à plusieurs reprises entre l’époque actuelle — après le passage de Joel et Ellie à l’université de l’Est du Colorado et avant qu’Ellie ne parte à la chasse au cerf — et l’époque d’il y a un an — après que Riley revienne de son absence prolongée chez les Lucioles. Dans la première époque, Ellie tente de sauver Joel alors que celui-ci s’est fait transpercer l’abdomen par une tige de métal ; dans la seconde, elle passe du bon temps avec Riley après leurs retrouvailles. The Last of Us: Left Behind sort le 14 février 2014.
Un troisième DLC titré Reclaimed Territories Map Pack sort le 5 mai 2014. Tout comme le premier, celui-ci inclut également quatre nouvelles cartes à jouer pour le mode multijoueur ainsi que de nouvelles armes et compétences. Pour le mode solo, c’est un nouveau niveau de difficulté qui s’ajoute,.

### The Last of Us Remastered

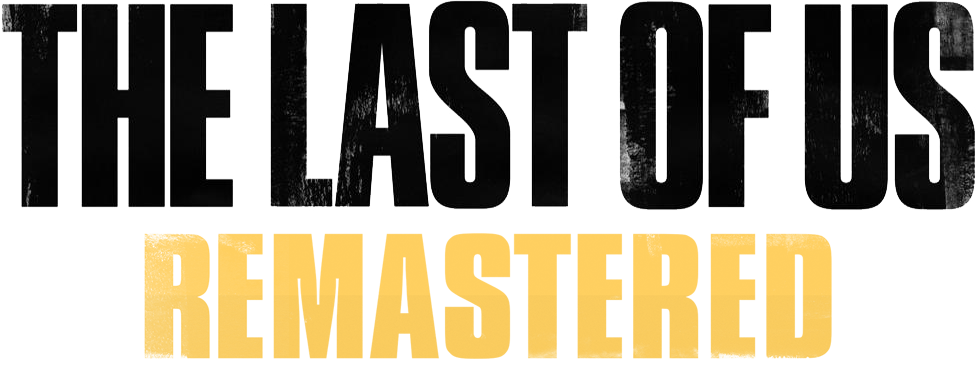
Logo du jeu The Last of Us: Remastered.

Le 9 avril 2014, Sony annonce qu’une version du jeu remastérisée intitulée The Last of Us Remastered est prévue de sortir en 2014 sur PlayStation 4. Cette version bénéficie de graphismes améliorés, une résolution native de 1080p à 60 IPS, des commentaires du directeur et du contenu téléchargeable à la fois en solo et en multijoueur,,. Le 10 avril sort la bande-annonce présentant le jeu. Le développement de cette version a commencé dès la fin du développement du jeu principal sorti sur PlayStation 3.
The Last of Us Remastered inclut le DLC solo Left Behind.
Malgré les différents problèmes liés à la quantité de stockage des données limitée sur le disque Blu-ray que Neil Druckmann a confirmé dans une interview pour le magazine britannique Edge,, Bruce Straley annonce en juin 2014 sur son compte Twitter la confirmation d’une date de sortie de la version remastérisée. Le 15 juillet 2014, Mike Yosh, responsable de l’animation chez Naughty Dog, publie sur son compte Twitter une photo d’un lingot d’or, où l’or (en anglais "gold") est une expression afin de désigner un jeu qui a terminé son développement. La date de sortie de la version remastérisée est confirmée lors de la 20e cérémonie de l’E3 pour le 29 juillet 2014 avec la diffusion d’une nouvelle bande-annonce.
Plusieurs patchs sortent par la suite pour rajouter de nouvelles fonctionnalités ou pour résoudre différents problèmes : le 1.0.1 sort le 28 juillet, le 1.01.012 sort le 7 août, et le 1.02 sort le 9 août.
En octobre 2020, le patch 1.11 apporte une réduction drastique de la durée des temps de chargements.

### Remake
Le remake du jeu intitulé The Last of Us Part I est annoncé officiellement le 9 juin 2022 au Summer Game Fest. La fin du développement est annoncée par Naughty Dog le 11 juillet 2022, celui-ci ayant été réalisé sans période de crunch. Le jeu sort le 2 septembre 2022 sur PlayStation 5 et le 28 mars 2023 sur Microsoft Windows,,.

## Accueil

### Critiques
The Last of Us, ainsi que le DLC The Last of Us: Left Behind et la version remastérisée The Last of Us Remastered, reçoivent d’excellentes notes comprises pour la plupart entre 7 et 10 sur 10.
De manière générale, le jeu est qualifié de chef-d’œuvre comme le cite Colin Moriarty du site web américain IGN : « The Last of Us est un chef-d’œuvre, la meilleure exclusivité de la PlayStation 3 et un must-play absolu »,.

#### Aspects scénaristiques
En ce qui concerne le scénario, il est salué par Andy Kelly du magazine britannique Computer and Video Games qui dit « Le récit et la caractérisation sont impressionnants, et pas seulement « pour un jeu » », « Il ne perd jamais de vue le fait qu’il s'agit d’un jeu vidéo, pas un film. » ainsi que « The Last of Us est une réalisation remarquable, et l’un de ces rares jeux que vous souhaitez ne jamais finir. »,.
Plusieurs médias affirment que l’impact émotionnel est très fort comme se l’était donné pour objectif Naughty Dog lors du développement du jeu en essayant de faire ressortir à travers la musique l’émotion qu’il y a dans la relation entre Joel et Ellie et non l’horreur qu’il y a dans les monstres. Le magazine britannique Edge dit « Naughty Dog a livré une histoire épique la plus fascinante, axée émotionnellement de cette génération de console »,. David Houghton du site web américain GamesRadar+ dit « …le jeu est une expérience excitante, émotionnelle et nourrissante intellectuellement. » ainsi que « …le rythme à combustion lente imprègne chaque rencontre avec une immense charge émotionnelle. »,.
Le mode multijoueur est comparé avec le mode solo et ses qualités par David Houghton du site web américain GamesRadar+ qui dit que « Le multijoueur capte l’idéologie d’un magnifique solo… »,.
De plus, The Last of Us est félicité pour sa représentation de personnages homosexuels, chose inhabituelle dans les jeux vidéo. Le personnage de Bill, un survivant en deuil pour la perte de son partenaire Franck, est révélé comme gay lorsque Ellie trouve sa pornographie. Sam Einhorn a écrit pour le site web GayGamer « La révélation a ajouté à son personnage… sans vraiment le marquer. » et « Bill est un personnage gay positif dans la sortie d’un jeu au blockbuster. Vous ne voyez pas ça très souvent. »,. L’association américaine Gay & Lesbian Alliance Against Defamation, qui promeut l’image des personnes LGBT dans les médias, a déclaré « Il n’y avait pas beaucoup de nouveaux personnages LGBT à trouver dans les jeux vidéo grand public cette année, mais un des plus acclamé par la critique de 2013 en présentait un particulièrement intéressant. », qualifiant le personnage de Bill « …profondément imparfait mais tout à fait unique parmi tous les personnages gays écrits cette année, quel que soit le support. »,.
Dans le DLC The Last of Us: Left Behind, sorti le jour de la Saint-Valentin, Ellie et son amie Riley partagent un baiser, ce qui constitue un précédent pour un personnage de cette importance narrative. Kotaku a décrit le baiser comme « un évènement parce que les jeux vidéo n’ont jamais souffert d'une surabondance de personnages queers (et encore moins de deux jeunes femmes dans un couple queer interracial) »,. Le scénariste Druckmann a décrit les retours des joueurs au baiser comme « Essentiellement positifs. Nous avons vu des personnes vraiment connectées avec le contenu et dire majoritairement que leurs parties préférées sont les parties où vous jouez avec Riley. Mais ce n'est pas le cas de tout le monde, j’ai vu certains hardcore gamers dire que c’était ennuyant. C’était bien mélangé, mais j’ai surtout vu une réaction positive. »,.

#### Aspects du système de jeu
En ce qui concerne le système de jeu, Oli Welsh du site web britannique Eurogamer fait la comparaison avec Uncharted, autre titre développé par Naughty Dog : « C’est le système de jeu qui tilt en premier, qui viendra comme une agréable surprise à ceux qui sont restés en froid face au spectacle venteux et peu profond d’Uncharted »,.
Plusieurs médias ressortent les mêmes problèmes liés à l’intelligence artificielle des compagnons ou des infectés. Par exemple, les infectés n’aperçoivent pas les compagnons lorsque ceux-ci parlent trop fort ou lorsqu’ils sont visibles ou bien le déroulement du scénario qui ne peut pas avancer tant que la menace présente n’a pas été entièrement éliminée alors qu’une approche d’évitement aurait été possible. De manière plus générale, les défauts, parfois moindres, apparaissent largement plus prononcés dus aux très nombreux points positifs du jeu.

#### Aspects techniques
En ce qui concerne les aspects techniques, l’aspect graphique du jeu a été salué par presque toutes les critiques. Colin Moriarty d’IGN a écrit que « L'interprétation n’est pas uniquement superbe, mais la beauté graphique du jeu fait que les événements de The Last of Us débordent de réalisme. Tout ce qui arrive est tout de suite plus mémorable, plus puissant, et plus poignant car l’environnement est tellement crédible. »,
La version remastérisée bénéficie de graphismes améliorés par rapport au jeu original mais ses nouvelles caractéristiques plus élevées, qui demandent plus de ressources de la part de la console, ont augmenté les temps de chargement et font apparaître des problèmes de clipping. Les nouvelles fonctionnalités qu’offre le DualShock 4, la nouvelle manette de la PlayStation 4, sont peu utilisées, à l’exception de la fonction de partage accompagnée du mode photo issu du jeu.
L’aspect sonore du jeu que ce soit pour la bande originale, avec le thème principal The Last of Us, ou pour l’environnement sonore, avec par exemple les bruitages qui s’adaptent en permanence à l’environnement permettant d’aider le joueur dans sa quête, est lui aussi félicité. Dans le premier cas, la musique reçoit cinq nominations,,,, et, dans le second cas, l’univers sonore reçoit quatre récompenses,,, et une nomination. Le doublage en français est considéré comme correct même si la version française souffre au début du jeu d’un problème de décalage entre la voix des personnages et les cinématiques,.
La durée de vie du jeu est considérée comme correcte contrairement au DLC où le principal défaut qui ressort est le prix excessif pour une durée de vie du jeu bien trop courte,,.

### Ventes
Selon VG Chartz, 1,17 million d’exemplaires du jeu sont vendus le jour de sa sortie,. Environ un mois plus tard, le jeu dépasse les 3,40 millions d’exemplaires vendus dans le monde devenant ainsi, d’après Sony, le titre PlayStation 3 de 2013 s'étant vendu le plus rapidement. En mars 2014, Sony annonce que six millions d’exemplaires du jeu ont été écoulés depuis sa sortie puis sept millions en juillet 2014 soit environ un mois avant la sortie de la version remastérisée.
La version PlayStation 4 du jeu s’est vendu à 4,50 millions d’exemplaires.
Le 14 juin 2018, à l'occasion des cinq ans du jeu, Naughty Dog, société ayant développé le jeu pour Sony, annonce que The Last of Us s'est vendu à 17 millions d'exemplaires à travers le monde, toutes versions confondues, ce qui en fait à son époque le jeu développé par un studio PlayStation le plus vendu, détrônant Gran Turismo 3 et ses 15 millions d'exemplaires vendus.

### Distinctions
Le jeu a été présenté lors de la 18e cérémonie de l’Electronic Entertainment Expo en 2012, bien avant sa sortie en 2013, où il a reçu de nombreuses récompenses Best de la part d’un grand nombre de médias : IGN, PlayStation Universe, Destructoid, Machinima.com, GameSpot, G4, Digital Trends, Game Informer, The Electric Playground, The Daily Telegraph, GamesRadar+, Electronic Gaming Monthly, Polygon, Yahoo! Games, Game Revolution, Cheat Code Central, et Game Critics Awards.
Autre distinction marquante, pour fêter la fin de la septième génération de console (PlayStation 3, Xbox 360 et Wii), le site spécialisé francophone Gamekult décide, fin octobre 2013, d’organiser un tournoi réunissant, selon leur choix et après délibération, un total de soixante-quatre jeux ayant marqué cette génération. On y retrouve aussi bien des jeux AAA comme Grand Theft Auto V, God of War III, Halo 3 ou encore Super Mario Galaxy mais aussi The Walking Dead, Minecraft, Braid ainsi que Journey. Après un total de plus d’un demi-million de votes, dont onze mille seulement pour la finale, The Last of Us remporte la palme honorifique du « Jeu de la gen’ » en ayant éliminé au passage, et de manière symbolique, des blockbusters comme Max Payne 3 au premier tour, puis respectivement Far Cry 3, Dishonored, BioShock, Red Dead Redemption en demi-finale, pour enfin battre dans l’ultime manche The Elder Scrolls V: Skyrim.
Pour l’année 2013, le studio de développement affirme avoir gagné près de deux cent cinquante nominations « Jeu de l’année »,.

## Postérité

### Cinéma et télévision
En mars 2014, l’adaptation cinématographique de The Last of Us est annoncée en reprenant la même histoire que celle du jeu vidéo. En janvier 2015, le développeur Neil Druckmann annonce que le scénario du film propose quelques modifications par rapport au jeu. En avril 2016, il révèle toutefois que la production du film est à l'arrêt. Le producteur Sam Raimi déclare en novembre 2016 qu'il y aurait des différends entre Sony et Druckmann.
En mars 2020, il est annoncé la production d'une adaptation en série, avec Craig Mazin (Chernobyl) et Neil Druckmann aux commandes. Le 11 février 2021, les acteurs Pedro Pascal et Bella Ramsey sont officiellement choisis pour incarner les protagonistes dans la série, Joel et Ellie. La série est diffusée sur HBO en 2023. L'adaptation est un succès avec une note moyenne de 4,3/5 sur Allociné. La première saison de neuf épisodes retrace avec fidélité les grands évènements de la campagne du jeu. Une fidélité qui se ressent d'autant plus avec une bande original encore dirigée par Gustavo Santaolalla[réf. nécessaire]. La série est renouvelée pour une seconde saison dès le 27 janvier 2023.

### Jeu vidéo
Dans une interview pour Eurogamer, Neil Druckmann dit qu’il est en train d’examiner les options concernant une suite, même s’il n’y a aucun plan précis de ce que le jeu peut faire par la suite. Druckmann dit qu’une suite ne serait envisageable que s’il y a une histoire intéressante, unique et assez excitante pour valoir la peine d’être racontée.
Le 3 décembre 2016, Naughty Dog annonce le développement de la suite intitulée The Last of Us Part II lors de la PlayStation Experience 2016. Le jeu sort le 19 juin 2020 sur PlayStation 4.

### Littérature
Un comics inspiré de l'univers du jeu — baptisé The Last of Us: American Dreams et écrit par Neil Druckmann, le directeur de la création de Naughty Dog, et Faith Erin Hicks — est publié par Dark Horse Comics le 3 avril 2013. Celui-ci est une préquelle prenant place un an avant les événements du jeu et relatant le quotidien d’Ellie et d’une autre survivante, Riley. Un guide officiel, en édition classique et en édition limitée, a également été publié par BradyGames le 14 juin 2013,,. Enfin, le jeu a également fait l'object de deux artbook. Le premier, The Art of the Last of Us, est publié par Dark Horse Comics le 19 juin 2013,. Le second, The Last of Us: The Poster Collection, est publié par Insight Editions le 29 avril 2014,.

### Musique
Deux bandes originales du jeu vidéo sont sorties sous le label américain Sony Masterworks.
The Last of Us (Video Game Soundtrack), la première bande originale, est sortie le 7 juin 2013 sur iTunes, sur SoundCloud, en contenu téléchargeable de la précommande du pack Sights and Sounds DLC pack ainsi qu’en CD.
Toutes les chansons sont écrites et composées par Gustavo Santaolalla.
| The Last of Us (Video Game Soundtrack) | The Last of Us (Video Game Soundtrack) | The Last of Us (Video Game Soundtrack) | The Last of Us (Video Game Soundtrack) | The Last of Us (Video Game Soundtrack) | The Last of Us (Video Game Soundtrack) | The Last of Us (Video Game Soundtrack) | The Last of Us (Video Game Soundtrack) | The Last of Us (Video Game Soundtrack) | The Last of Us (Video Game Soundtrack) |
| No                                     | Titre                                  | Durée                                  |                                        |                                        |                                        |                                        |                                        |                                        |                                        |
| -------------------------------------- | -------------------------------------- | -------------------------------------- | -------------------------------------- | -------------------------------------- | -------------------------------------- | -------------------------------------- | -------------------------------------- | -------------------------------------- | -------------------------------------- |
| 1.                                     | The Quarantine Zone (20 Years Later)   | 3:40                                   |                                        |                                        |                                        |                                        |                                        |                                        |                                        |
| 2.                                     | The Hour                               | 1:01                                   |                                        |                                        |                                        |                                        |                                        |                                        |                                        |
| 3.                                     | The Last of Us                         | 3:03                                   |                                        |                                        |                                        |                                        |                                        |                                        |                                        |
| 4.                                     | Forgetten Memories                     | 1:07                                   |                                        |                                        |                                        |                                        |                                        |                                        |                                        |
| 5.                                     | The Outbreak                           | 1:31                                   |                                        |                                        |                                        |                                        |                                        |                                        |                                        |
| 6.                                     | Vanishing Grace                        | 2:06                                   |                                        |                                        |                                        |                                        |                                        |                                        |                                        |
| 7.                                     | The Hunters                            | 2:00                                   |                                        |                                        |                                        |                                        |                                        |                                        |                                        |
| 8.                                     | All Gone                               | 1:13                                   |                                        |                                        |                                        |                                        |                                        |                                        |                                        |
| 9.                                     | Vanishing Grace (Innocence)            | 0:55                                   |                                        |                                        |                                        |                                        |                                        |                                        |                                        |
| 10.                                    | By Any Means                           | 1:53                                   |                                        |                                        |                                        |                                        |                                        |                                        |                                        |
| 11.                                    | The Choice                             | 1:42                                   |                                        |                                        |                                        |                                        |                                        |                                        |                                        |
| 12.                                    | Smugglers                              | 1:38                                   |                                        |                                        |                                        |                                        |                                        |                                        |                                        |
| 13.                                    | The Last of Us (Never Again)           | 1:01                                   |                                        |                                        |                                        |                                        |                                        |                                        |                                        |
| 14.                                    | The Last of Us (Goodnight)             | 0:51                                   |                                        |                                        |                                        |                                        |                                        |                                        |                                        |
| 15.                                    | I Know What You Are                    | 1:21                                   |                                        |                                        |                                        |                                        |                                        |                                        |                                        |
| 16.                                    | Home                                   | 3:08                                   |                                        |                                        |                                        |                                        |                                        |                                        |                                        |
| 17.                                    | Infected                               | 1:16                                   |                                        |                                        |                                        |                                        |                                        |                                        |                                        |
| 18.                                    | All Gone (Aftermath)                   | 1:04                                   |                                        |                                        |                                        |                                        |                                        |                                        |                                        |
| 19.                                    | The Last of Us (A New Dawn)            | 2:28                                   |                                        |                                        |                                        |                                        |                                        |                                        |                                        |
| 20.                                    | All Gone (No Escape)                   | 2:54                                   |                                        |                                        |                                        |                                        |                                        |                                        |                                        |
| 21.                                    | Vanishing Grace (Childhood)            | 1:41                                   |                                        |                                        |                                        |                                        |                                        |                                        |                                        |
| 22.                                    | The Path                               | 1:29                                   |                                        |                                        |                                        |                                        |                                        |                                        |                                        |
| 23.                                    | All Gone (Alone)                       | 1:22                                   |                                        |                                        |                                        |                                        |                                        |                                        |                                        |
| 24.                                    | Blackout                               | 1:38                                   |                                        |                                        |                                        |                                        |                                        |                                        |                                        |
| 25.                                    | The Way It Was                         | 1:31                                   |                                        |                                        |                                        |                                        |                                        |                                        |                                        |
| 26.                                    | Breathless                             | 1:24                                   |                                        |                                        |                                        |                                        |                                        |                                        |                                        |
| 27.                                    | The Last of Us (You and Me)            | 2:08                                   |                                        |                                        |                                        |                                        |                                        |                                        |                                        |
| 28.                                    | All Gone (The Outside)                 | 1:58                                   |                                        |                                        |                                        |                                        |                                        |                                        |                                        |
| 29.                                    | The Path (A New Beginning)             | 2:47                                   |                                        |                                        |                                        |                                        |                                        |                                        |                                        |
| 30.                                    | Returning                              | 3:35                                   |                                        |                                        |                                        |                                        |                                        |                                        |                                        |
| 56:21                                  |                                        |                                        |                                        |                                        |                                        |                                        |                                        |                                        |                                        |

The Last of Us, Volume 2 (Video Game Soundtrack), la seconde bande originale, est sortie le 7 février 2014 sur iTunes ainsi que sur SoundCloud, soit une semaine avant la sortie du DLC The Last of Us: Left Behind. Elle contient des compositions du DLC ainsi que des compositions du jeu principal qui n’étaient pas incluses dans la première bande originale. Elle présente des œuvres de compositeurs autres que Santaolalla.
| The Last of Us, Volume 2 (Video Game Soundtrack) | The Last of Us, Volume 2 (Video Game Soundtrack) | The Last of Us, Volume 2 (Video Game Soundtrack) | The Last of Us, Volume 2 (Video Game Soundtrack) | The Last of Us, Volume 2 (Video Game Soundtrack) | The Last of Us, Volume 2 (Video Game Soundtrack) | The Last of Us, Volume 2 (Video Game Soundtrack) | The Last of Us, Volume 2 (Video Game Soundtrack) | The Last of Us, Volume 2 (Video Game Soundtrack) | The Last of Us, Volume 2 (Video Game Soundtrack) |
| No                                               | Titre                                            | Auteur                                           | Durée                                            |                                                  |                                                  |                                                  |                                                  |                                                  |                                                  |
| ------------------------------------------------ | ------------------------------------------------ | ------------------------------------------------ | ------------------------------------------------ | ------------------------------------------------ | ------------------------------------------------ | ------------------------------------------------ | ------------------------------------------------ | ------------------------------------------------ | ------------------------------------------------ |
| 1.                                               | Fleeting                                         | Gustavo Santaolalla                              | 3:00                                             |                                                  |                                                  |                                                  |                                                  |                                                  |                                                  |
| 2.                                               | All Gone (Seasons)                               | Gustavo Santaolalla                              | 2:00                                             |                                                  |                                                  |                                                  |                                                  |                                                  |                                                  |
| 3.                                               | Evasion                                          | Andrew Buresh                                    | 1:20                                             |                                                  |                                                  |                                                  |                                                  |                                                  |                                                  |
| 4.                                               | All Gone (Partners)                              | Gustavo Santaolalla                              | 2:17                                             |                                                  |                                                  |                                                  |                                                  |                                                  |                                                  |
| 5.                                               | Cause and Effect                                 | JD Mayer                                         | 2:14                                             |                                                  |                                                  |                                                  |                                                  |                                                  |                                                  |
| 6.                                               | All Gone (Reunion)                               | Gustavo Santaolalla                              | 1:48                                             |                                                  |                                                  |                                                  |                                                  |                                                  |                                                  |
| 7.                                               | Stalking                                         | Gustavo Santaolalla                              | 1:59                                             |                                                  |                                                  |                                                  |                                                  |                                                  |                                                  |
| 8.                                               | Left Behind (Together)                           | Gustavo Santaolalla                              | 2:43                                             |                                                  |                                                  |                                                  |                                                  |                                                  |                                                  |
| 9.                                               | The Capitol                                      | Anthony Caruso                                   | 3:21                                             |                                                  |                                                  |                                                  |                                                  |                                                  |                                                  |
| 10.                                              | Head Rush                                        | Gustavo Santaolalla                              | 3:25                                             |                                                  |                                                  |                                                  |                                                  |                                                  |                                                  |
| 11.                                              | Wandering                                        | Gustavo Santaolalla                              | 2:06                                             |                                                  |                                                  |                                                  |                                                  |                                                  |                                                  |
| 12.                                              | All Gone (Overcome)                              | Gustavo Santaolalla                              | 1:52                                             |                                                  |                                                  |                                                  |                                                  |                                                  |                                                  |
| 13.                                              | Unstable                                         | Gustavo Santaolalla                              | 1:50                                             |                                                  |                                                  |                                                  |                                                  |                                                  |                                                  |
| 14.                                              | The Last of Us (Astray)                          | Gustavo Santaolalla                              | 3:28                                             |                                                  |                                                  |                                                  |                                                  |                                                  |                                                  |
| 15.                                              | Answers                                          | JD Mayer                                         | 1:58                                             |                                                  |                                                  |                                                  |                                                  |                                                  |                                                  |
| 16.                                              | Drawn In                                         | Gustavo Santaolalla                              | 1:09                                             |                                                  |                                                  |                                                  |                                                  |                                                  |                                                  |
| 17.                                              | Apprehension                                     | JD Mayer                                         | 1:32                                             |                                                  |                                                  |                                                  |                                                  |                                                  |                                                  |
| 18.                                              | The Path (Vacant)                                | Gustavo Santaolalla                              | 2:59                                             |                                                  |                                                  |                                                  |                                                  |                                                  |                                                  |
| 19.                                              | Convergence                                      | JD Mayer                                         | 2:49                                             |                                                  |                                                  |                                                  |                                                  |                                                  |                                                  |
| 20.                                              | Shadows                                          | Gustavo Santaolalla                              | 0:58                                             |                                                  |                                                  |                                                  |                                                  |                                                  |                                                  |
| 21.                                              | No Mercy                                         | Gustavo Santaolalla                              | 2:34                                             |                                                  |                                                  |                                                  |                                                  |                                                  |                                                  |
| 22.                                              | Fleeting (Affection)                             | Gustavo Santaolalla                              | 1:47                                             |                                                  |                                                  |                                                  |                                                  |                                                  |                                                  |
| 23.                                              | Extinction                                       | Andrew Buresh                                    | 1:55                                             |                                                  |                                                  |                                                  |                                                  |                                                  |                                                  |
| 24.                                              | Consumed                                         | Anthony Caruso, JD Mayer                         | 4:14                                             |                                                  |                                                  |                                                  |                                                  |                                                  |                                                  |
| 25.                                              | Left Behind                                      | Gustavo Santaolalla                              | 3:55                                             |                                                  |                                                  |                                                  |                                                  |                                                  |                                                  |
| 58:29                                            |                                                  |                                                  |                                                  |                                                  |                                                  |                                                  |                                                  |                                                  |                                                  |

### Théâtre
Afin de célébrer la réussite et le succès de The Last of Us, le studio Naughty Dog a décidé de mettre en place une mise en scène intitulée The Last of Us: One Night Live avec le directeur du projet Neil Druckmann, les acteurs Troy Baker, Ashley Johnson, Merle Dandridge, Hana Hayes et Annie Wersching et le compositeur Gustavo Santaolalla. Celle-ci se passe le 28 juillet 2014, soit un jour avant la sortie de la version remastérisée du jeu vidéo, au Broad Stage à Santa Monica en Californie et diffusée en direct sur les sites web Twitch, YouTube et PlayStation Network,,,.